# Podgórze (powiat lipski)
Podgórze – wieś sołecka w Polsce położona w województwie mazowieckim, w powiecie lipskim, w gminie Ciepielów.
| SIMC    | Nazwa      | Rodzaj    |
| ------- | ---------- | --------- |
| 0617723 | Stara Wieś | część wsi |

W latach 1975–1998 miejscowość należała administracyjnie do województwa radomskiego.
Wierni Kościoła rzymskokatolickiego należą do parafii św. Jana Chrzciciela w Czerwonej.